# 土井健
土井 健（どい けん、1985年10月24日 - ）は日本の実業家。株式会社テレシー初代代表取締役社長、現ohpner株式会社代表取締役。

## 経歴・人物
大阪府阪南市出身。大阪府私立清風高等学校を経て、同志社大学商学部卒業後、2008年に株式会社サイバード入社。
2011年、株式会社ECナビ(現：株式会社CARTA HOLDINGS)に入社。
2016年、株式会社fluct代表取締役、
2020年、株式会社VOYAGE GROUP(現：株式会社CARTA HOLDINGS)取締役、
2021年、株式会社サイバー・コミュニケーションズ(現：株式会社CARTA HOLDINGS)取締役、及び株式会社テレシーの代表取締役に就任、
2024年、ohpner株式会社の代表取締役に就任。

## 著書
- 『テレビCMの逆襲』宣伝会議、2023年1月17日 ISBN 9784883355679